# Potamogeton floridanus
Potamogeton floridanus är en nateväxtart som beskrevs av John Kunkel Small. Potamogeton floridanus ingår i släktet natar, och familjen nateväxter. Inga underarter finns listade.